# CV-20
CV-20 (Villarreal - Puebla de Arenoso, en valenciano y oficialmente Vila-real - La Pobla d'Arenòs) es un importante eje viario, el principal del llamado "Triángulo Azulejero", formado por Villarreal, Onda y Alcora.

## Nomenclatura
La carretera CV-20 pertenece a la red de carreteras de la Generalidad Valenciana. Su nombre está formado por el código CV, que indica que es una carretera autonómica de la Comunidad Valenciana y el número 20, que es el número que recibe según el orden de nomenclaturas de las carreteras de la CV.

## Historia
La actual CV-20 es el resultado de la unión de las carreteras C-223 y CS-200, que comunicaban Villarreal y Onda, y Onda y Puebla de Arenoso, respectivamente, y que se unificaron tras la modificación de nomenclaturas de las carreteras valencianas.
Entre los años 1998 y 2002 se llevó a cabo el desdoblado el tramo Villarreal - Onda, causado sobre todo por la alta cantidad de camiones que circulan diariamente por esta vía, ya que aquí está el centro de casi toda la cerámica de la provincia de Castellón.

## Actualidad
La CV-20, actualmente comienza en el mismo Villarreal, justo cuando la Avenida de Onda sale de la ciudad. A unos metros, la CV-20 cruza por encima la AP-7 (Autopista del Mediterráneo), y seguido está la primera glorieta de muchas que vienen, que permiten acceder a los polígonos industriales. Hasta el kilómetro 6, donde cruza la CV-10 (Autovía de la Plana), donde hay una rotonda. Tras 5 o 6 glorietas más y a los 7 kilómetros, la carretera CV-20 llega a Onda, donde lo atraviesa por el centro. A partir de este municipio, la carretera pasa a ser de una sola calzada con un carril para cada sentido. Durante bastantes kilómetros vendrán algunas travesías de municipios, como Cirat, Torrechiva o Montanejos entre otros, así como la salida de algunas carreteras secundarias (CV-191 a Ribesalbes, CV-194 a Fanzara, CV-198 a Argelita,  la CV-195 a Montán o  la CV-199 a El Tormo). A partir de la travesía de Montanejos, la carretera CV-20 pasará próxima al Pantano de Arenoso, hasta llegar a la Puebla de Arenoso, donde sólo le quedarán 3 o 4 kilómetros para llegar a la provincia de Teruel y al siguiente municipio, Olba, y tomar el nombre de la nueva carretera autonómica aragonesa, la A-232.

## Actuaciones sobre la CV-20

### Futuras actuaciones
- Remodelación del enlace entre esta vía y la CV-10.[2]
- Unión de la CV-20 con la N-340 por el sur de Villarreal mediante la nueva Ronda de circunvalación de esta ciudad.[3]
- Existe otro proyecto de construcción de una vía rápida paralela.[4]